# Aleksandr Demjanenko
Aleksandr Sergejevitsj Demjanenko (Russisch: Алекса́ндр Серге́евич Демья́ненко) (Sverdlovsk, 30 mei 1937 – Sint-Petersburg, 22 augustus 1999) was een Russisch toneelspeler, acteur en stemacteur. Hij werd in 1991 benoemd tot Volksartiest van de RSFSR.

## Biografie
Alexander Sergejevitsj Demjanenko werd geboren op 30 mei 1937 in de stad Sverdlovsk.
In 1954, na zijn afstuderen aan de Sverdlovskse school nr. 37 met een grondige studie van de Duitse taal, wilde hij het Moskous Kunsttheater bijtreden (de ontvangstkommisie kwam naar Sverdlovsk), maar vanwege de zenuwen lukte dat niet. 
Toen ging hij naar het Sverdlovsk Juridisch Instituut, maar hij studeerde daar slechts zes maanden, zich realiserend dat dit beroep hem niet beviel. Een jaar later vertrokken hij en zijn vrienden naar Moskou, waar hij het GITIS betrad.
Demjanenko studeerde bij de GITIS af in 1959. Demjanenko was niet de beste student. Hij studeerde goed, maar miste veel lessen. Hem was alles vergeven, omdat professor Josif Rajevski hem erg mocht en in zijn succes geloofde.
Al tijdens de 2e cursus van de GITIS nodigden regisseurs Aleksandr Alov en Vladimir Naoemov Aleksandr uit om Mitja te spelen in de film "Vetjer" (wind), een optimistisch drama dat de "Komsomol"-trilogie beëindigde. Deze begon met de films "Trjevozjnaja molodost" (Zorgwekkende jongheid) en "Pavel Kortsjagin". 
In 1959 werd Aleksandr Demjanenko uitgenodigd door het Moskouse Academisch Theater, waar hij 3 jaar werkte, maar de acteur werd meer en meer aangetrokken door de bioscoop. 
In 1962 verliet Demjanenko het Majakovski-theater en verhuisde naar Leningrad. Ten eerste was hij al begonnen aan filmopnames bij Lenfilm, ten tweede had hij nergens om in Moskou te wonen en kreeg hij een appartement in Leningrad. Bovendien vond Demjanenko Moskou gewoon niet leuk. Toen hij in 1961 in Leningrad aankwam, bleef hij hier tot het einde van zijn leven. Hij werd vaak naar de theaters in Moskou geroepen, maar hij wilde niet meer terug naar Moskou.

## Familie
- Vader: Sergej Petrovitsj Demjanenko (1912- 2000) - studeerde af aan GITIS, acteur, directeur van de operaklas aan het Sverdlovsk Conservatorium, gaf acteervaardigheden en organiseerde stadsfeesten. Na de geboorte van zijn zoon verliet hij het gezin en huwde een fan die hem een zoon en een dochter baarde. Na twee jaar keerde hij terug naar zijn eerste vrouw, die vervolgens het leven schonk aan twee dochters.

- Moeder: Galina Vasiljevna Demjanenko -Belkova (1914) - werkte als accountant.
- Half-broer: Vladimir Sergejevitsj Demjanenko (1941) - pianist, muzikaal werker, Volksartiest van de RSFSR, leider van het Sverdlovsk Philharmonisch.
- Zussen - Nadezjda, Natalja, Tatjana.
- Eerste vrouw: Marina Danilovna Skljarova (1938 - 2017) - Studeerde met hem in drama, theaterexpert, scenarioschrijver, werkte samen met Leningrad-televisie, publiceerde in tijdschriften en werkte in de jaren negentig als een compiler en vertaler bij publicaties van werken en persoonlijke archieven van theologen en hiërarchen van de Russisch-orthodoxe kerk, gepubliceerd in vier delen genaamd " Het gekozen schip ", werd gedrukt in orthodoxe tijdschriften, schreef verschillende verzamelingen van sprookjes en gedichten, ontving prijzen van de Russisch-orthodoxe kerk, in 2004 publiceerde een verzameling gedichten "Passies in St. Petersburg ".
- Tweede vrouw: Ljoedmila Akimovna Demjanenko (1940 - 2005) - Ze maakte kennis met Aleksander, assistent van de nasynchronisatie-directeur van de filmstudio Lenfilm, waar Demjanenko werkte voor de nasynchronisatie. Vervolgens was ze de nasynchronisatie-directeur bij Lenfilm, van 1994 tot 2005 bij het bedrijf Neva-1 (sinds 2002, Nevafilm).
- Stiefdochter: actrice Angelika Nevolina (1962).
- Schoonzoon - acteur Aleksej Zoebarev (30-3-1954)

- Bibliothèque nationale de France: cb16014019k (data)
- Gemeinsame Normdatei: 128925736
- International Standard Name Identifier: 0000 0000 5887 5337
- Library of Congress Control Number: no2002076567
- Nationale Bibliotheek van Letland: 000278888
- Nationale Bibliotheek van Israël: 987007399835005171
- Istituto Centrale per il Catalogo Unico: PUVV406449
- Virtual International Authority File: 40441618
- WorldCat: E39PBJrCfPXVFcMFDHpxX4QrMP